# Celastrina ladonides
Celastrina ladonides är en fjärilsart som beskrevs av De L'orza 1869. Celastrina ladonides ingår i släktet Celastrina och familjen juvelvingar. Inga underarter finns listade i Catalogue of Life.